# Vytautas-Magnus-Brücke
Die Vytautas-Magnus-Brücke oder Aleksotas-Brücke ist die 1948 eröffnete Brücke in Kaunas, Litauen, ein Kilometer oberhalb des Zusammenfluss von Memel und Neris, unweit der Vytautas-Magnus-Kirche. Die Brücke verbindet den Stadtteil Aleksotas mit der Altstadt Kaunas und ist 256 Meter lang. Über die Brücke fahren ca. 3000 Fahrzeuge pro Stunde.

## Geschichte
Die Grande Armée von Napoleon baute im Zusammenhang mit dem Russlandfeldzug 1812 mehrere Schiffbrücken über die Memel. 1915 baute das Deutsche Heer eine hölzerne Brücke, die 1930 durch eine Brücke mit einem Überbau aus vier Stabbögen ersetzt wurde. Die nach Vytautas Magnus benannte Brücke wurde 1941 zerstört. Von 1946 bis 1948 wurde die heutige Stahlträgerbrücke gebaut, die über ein Hubteil in der Mitte verfügt. 2005 wurde die Brücke renoviert und mit einer neuen Beleuchtung versehen.
Die Brücke galt einst als "längste" Brücke der Welt. In  Preußen galt der gregorianische, in Russland der julianische Kalender. Bei der Überquerung bewältigte man einen Zeitunterschied von 13 Tagen.